# Godelsbach
Der Godelsbach ist ein Bach im Stadtgebiet von Bad Laasphe im nordrhein-westfälischen Kreis Siegen-Wittgenstein. Nach etwas unter 3 km langem Lauf nach etwa Nordosten mündet er im Laaspher Dorf Banfe von links in die Banfe.

## Geographie

### Verlauf
Der Godelsbach entsteht auf etwa 486 m ü. NHN im Wald am Nordosthang des Wiedehucks etwa 2,5 km südwestlich der Ortsmitte von Banfe. Er fließt in um Nordost etwas schwankender Richtung und tritt nach seinem ersten halben Kilometer auf etwa 426 m ü. NHN in eine Wiesenflur aus, die rechts am Talgrund von einem schmalen Waldstreifen am Fuß des langgezogenen Hügelrückens vor der etwa parallel laufenden Banfe begleitet ist. Außer wo dieser Streifen bis unmittelbar an den Bach grenzt, gibt es meist weder Baum noch Strauch am Ufer. 
Mehr als einen Kilometer weiter abwärts tritt von links die K 17 aus Lindenfeld in die schmale Talmulde, bald darauf endet der offene Lauf am Ortseingang von Banfe und der Bach fließt nun verdolt durch den größten Teil dieses Ortes. Ab der Gegenseite der Einmündung dieser Straße in die durchs Banfetal laufende K 718 nahe der Ortskirche verläuft der Bach seine letzten gut hundert Meter dann wieder offen. Danach mündet er auf etwa 367 m ü. NHN neben der Brücke der Poststraße von links in die Banfe.

### Einzugsgebiet und Zuflüsse
Der Godelsbach hat ein 2,8 km² großes Einzugsgebiet, das im Rothaargebirge liegt und politisch zur Stadt Bad Laasphe gehört. Der höchste Punkt liegt an der Südwestspitze auf dem Wiedehuck und erreicht 578,6 m ü. NHN. Das Gebiet ist stark linkslastig, der einzige Siedlungsplatz darin ist das Dorf Banfe. Der Godelsbach hat nur linke und durchweg recht kurze Zuflüsse, der längste unter ihnen mündet am Ortseingang von Banfe zu und ist etwa 0,7 km lang.
Angrenzende Einzugsgebiete sind im Nordwesten das der Ilse, die noch vor der Banfe in die Lahn mündet, im Nordosten das des kurzen Bachs aus dem Immenseifen, der kurz nach dem Godelsbach noch im Ort Banfe ebenfalls in die Banfe mündet. Im Südosten fließt nahe die aufnehmende Banfe und im Süden konkurriert der Bernshäuser Bach, der letzte linke Banfe-Zufluss vor dem Godelsbach selbst.